# 浦和競馬場

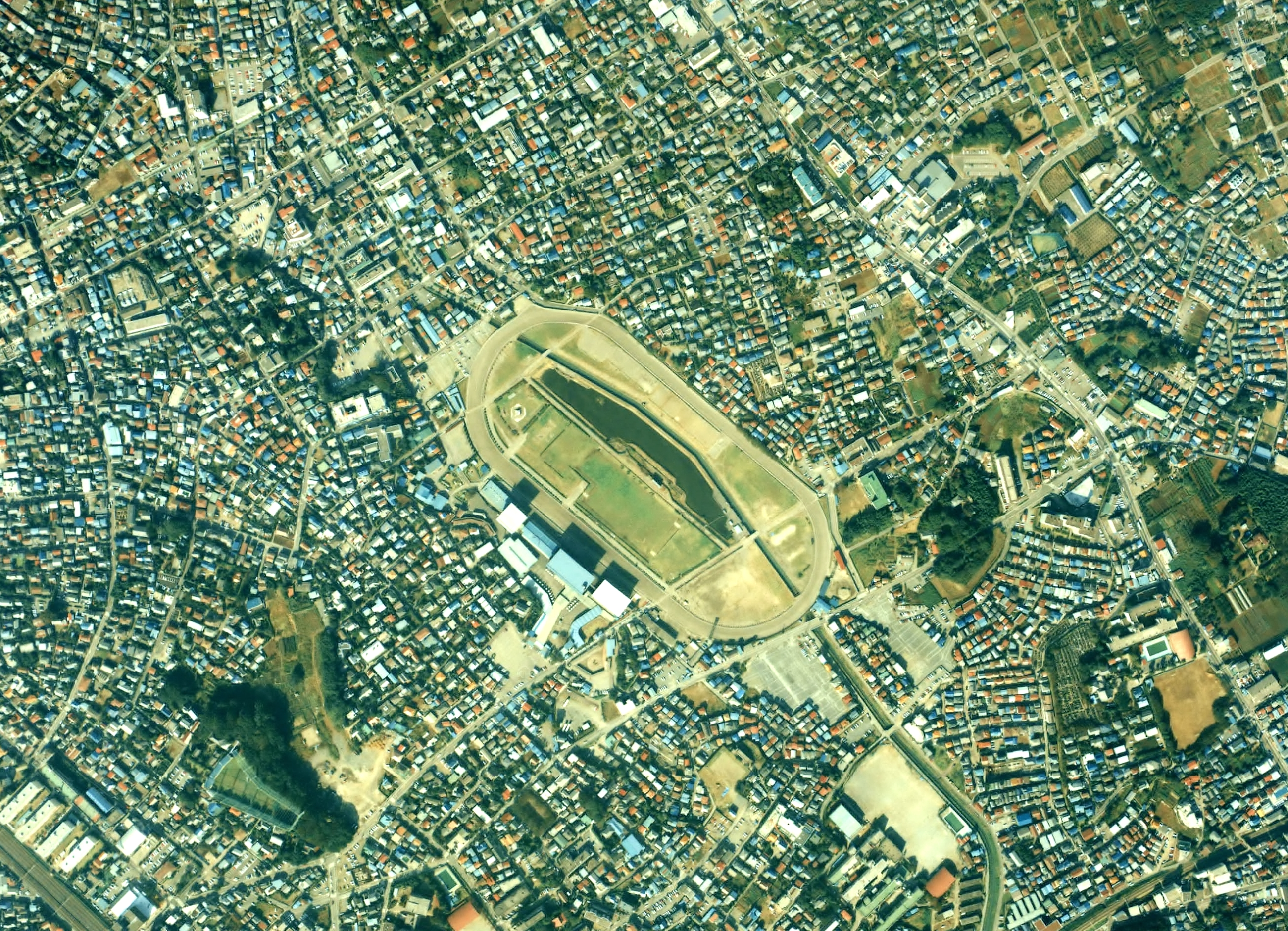
浦和競馬場付近の空中写真。1989年撮影。

浦和競馬場（うらわけいばじょう、Urawa Racecourse）は、埼玉県さいたま市南区大谷場一丁目に所在する地方競馬の競馬場である。主催者は埼玉県浦和競馬組合（埼玉県とさいたま市で構成される一部事務組合）。SPAT4加盟競馬場。船橋競馬場、大井競馬場、川崎競馬場とともに南関東公営競馬を構成する。
本項では併設されている中央競馬の場外勝馬投票券発売所であるウインズ浦和（浦和競馬場内）についても記述する。

## 歴史
戦前に存在した粕壁競馬場の移転という形で、1947年10月5日に、浦和市の浦和記念公園内に設置された。初開催は1948年4月19日。戦後の現行競馬法に基づいて、地方公共団体の主催として最初に開催された、地方競馬の競馬場である。

## 施設概要

### コース概要
出典：
- 馬場：1周 1200m、左回り平坦
- 直線（4コーナーからゴール板まで）：220m
- 距離設定：800m、1300m、1400m、1500m、1600m、1900m、2000m
  - 1500mは2007年12月の第9回開催より追加。
  - 1600mは2020年12月以降重賞競走以外では使用されず、重賞競走もニューイヤーカップは2022年、桜花賞は2023年より1500mに距離変更されたため、今後使用されるかは不明。
  - 1900mは2019年以降埼玉新聞栄冠賞のみで使用されてきたが、2021年より2000mに距離変更されたため、今後使用されるかは不明。
- コース幅：16.5m（向正面）、24m（正面）
- 最大出走頭数（フルゲート）：1300m、1600m、1900mは11頭、800m、1500m、2000mは12頭、1400mは現時点では13頭だが、今後の模擬レース次第で14頭にする予定[3][4]（2024年度の第11回開催まではフルゲート12頭であったが、同年度の第12回開催から浦和ジョッキーズラウンドなど一部の競走ではフルゲート13頭になる）。

1600mのスタート地点（ポケット）は第3コーナー途中にある。通常スタート地点のポケットはある程度の直線が確保されるが、この1600mスタート地点のポケットは直線部がないに等しく、本コースに出るにはちょうど直角に曲がらなければならない。コースの幅も十分確保されているとは言えず、「枠1つ外に行くごとに半馬身の距離ハンデ」と形容されるほどに外枠は不利とされる。そのため、中央競馬所属を含む多くの騎手から「日本一難しいスタート地点」と評されている。場内の公認予想屋たちも「1600m戦での枠順の有利不利を無視した予想は無謀」と言うほどである。
第3コーナー付近では騎手が殉職する落馬事故が2000年以降に2件発生している（松井達也、佐藤隆）。第4コーナー最終からゴールまでの直線が短くコースの幅が狭いことなどから、第3コーナーから最終（第4）コーナーでの位置取りがレース上極めて重要なポイントとなるため、競走馬の能力と同時に騎手のレース中の駆け引きや競走馬の操縦にも一際高い技術が要求される、浦和のコース形状も要因となっている。
コース内を一級河川の藤右衛門川が第3コーナー（北西）から第2コーナー（南東）へと向正面に平行して流れており、コース上には橋が2か所存在する。前述の1600m戦も、第3コーナー過ぎの橋の上からスタートする。
2019年のJBC競走開催に向け、コース幅員の拡大とそれに伴う第3コーナーのスパイラルカーブ化が行われた。これにより、平成30年度第12回開催より2000mの競走がフルゲート11頭から12頭に拡大された。

### 競馬場
- 入場料は競馬開催時は100円、場外発売時は無料。
- 駐車場完備。本場開催および地方競馬場外発売時は無料。土日のJRA場外発売時は有料（後述）。
- 入場門は正門（西門）と北門がある。南浦和駅発着の無料送迎バスは正門にて発着。北門には隣接して駐車場があるが、本場開催中は関係者・馬主優先となるため、収容台数は少ない（駐輪場は一般使用可）。
- 2号、3号の2棟のスタンドがある。以前はゴール前の位置に1号スタンドがあったが、老朽化（1959年竣工）のため2009年に解体され、跡地には業務用棟が建ち、その際に空いたスペースには芝生エリアが設けられた（イベント使用時以外は立ち入り自由）。1968年に竣工された旧2号スタンドについても最終的に1階（馬場側自由席と投票所）と5階（馬主席）以外は使用されなかった。2017年6月に埼玉県浦和競馬組合は2号スタンド建て替えを計画し、2017年度に本体工事を発注する。規模は地下1階、地上4階建て延べ約4300㎡[6]。2018年1月から建設工事が始まり、旧スタンドは同年春頃までに取り壊された。新スタンドは2019年7月26日に完成[7][8]。2019年9月2日に運用を開始する[9]。
- 指定席は2号スタンド2,3階指定席と2階ボックス席、3号スタンド4階指定席がある[10]。
- 競馬新聞は正門のみ販売。北門では販売されないが、浦和競馬開催日には競馬新聞の露店が1店程度出る。
- 3号スタンド西側に平屋建ての第7投票所が隣接していたが2021年5月頃に解体されている[11]。

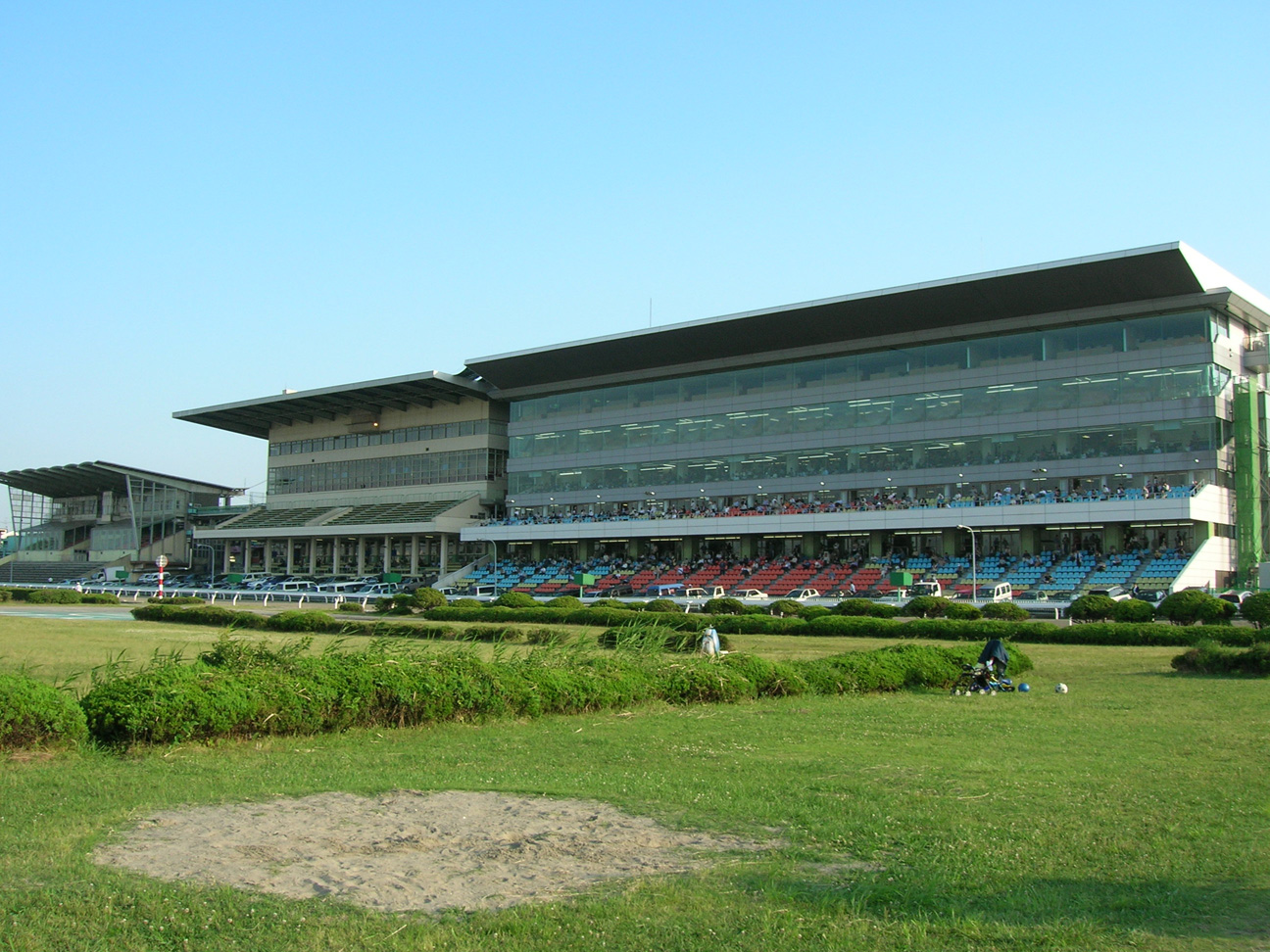
スタンドの様子（左側の1号スタンドは現存しない）
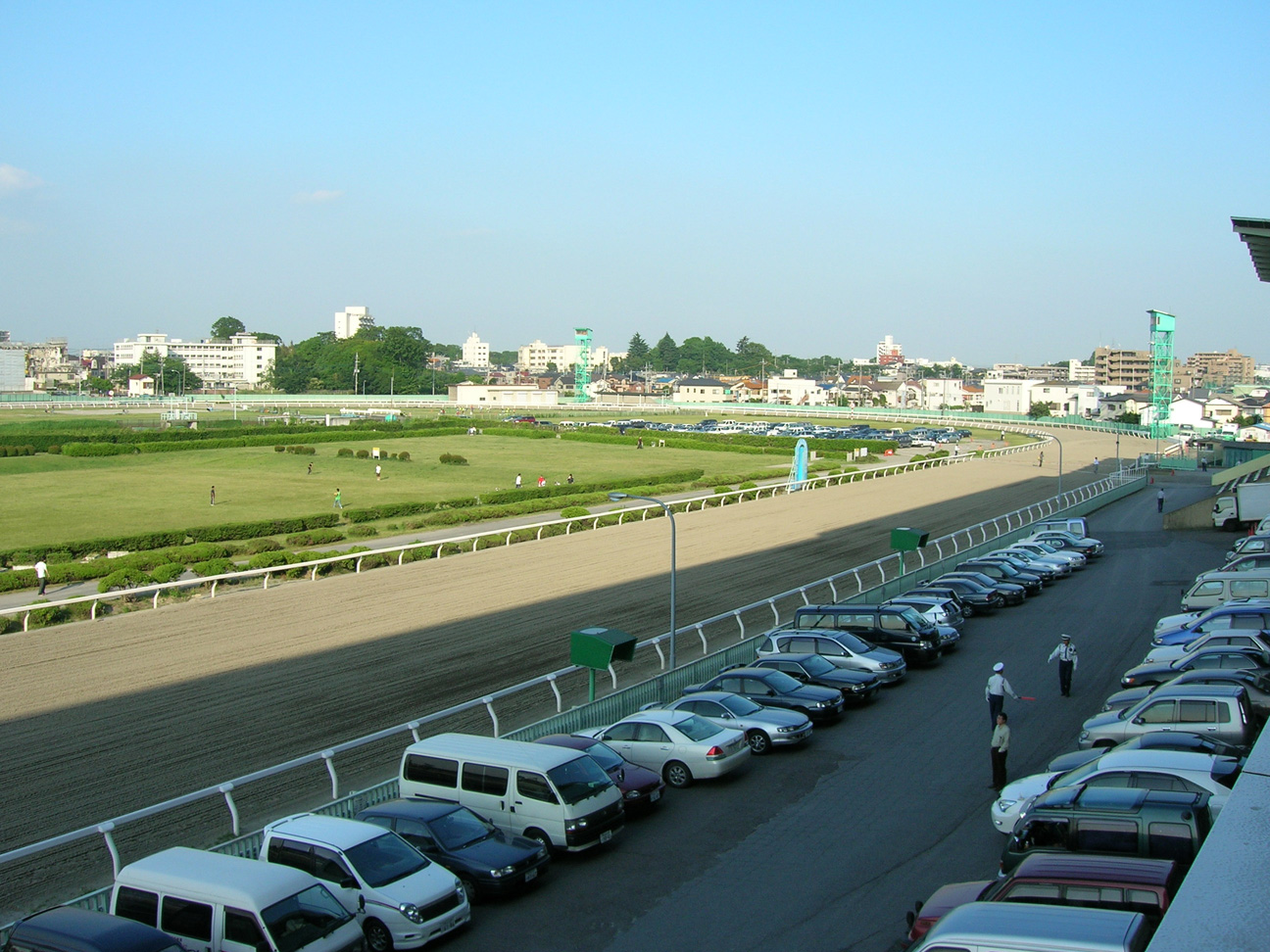
コースの南半分
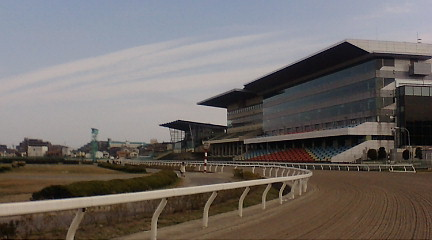
コースからスタンド
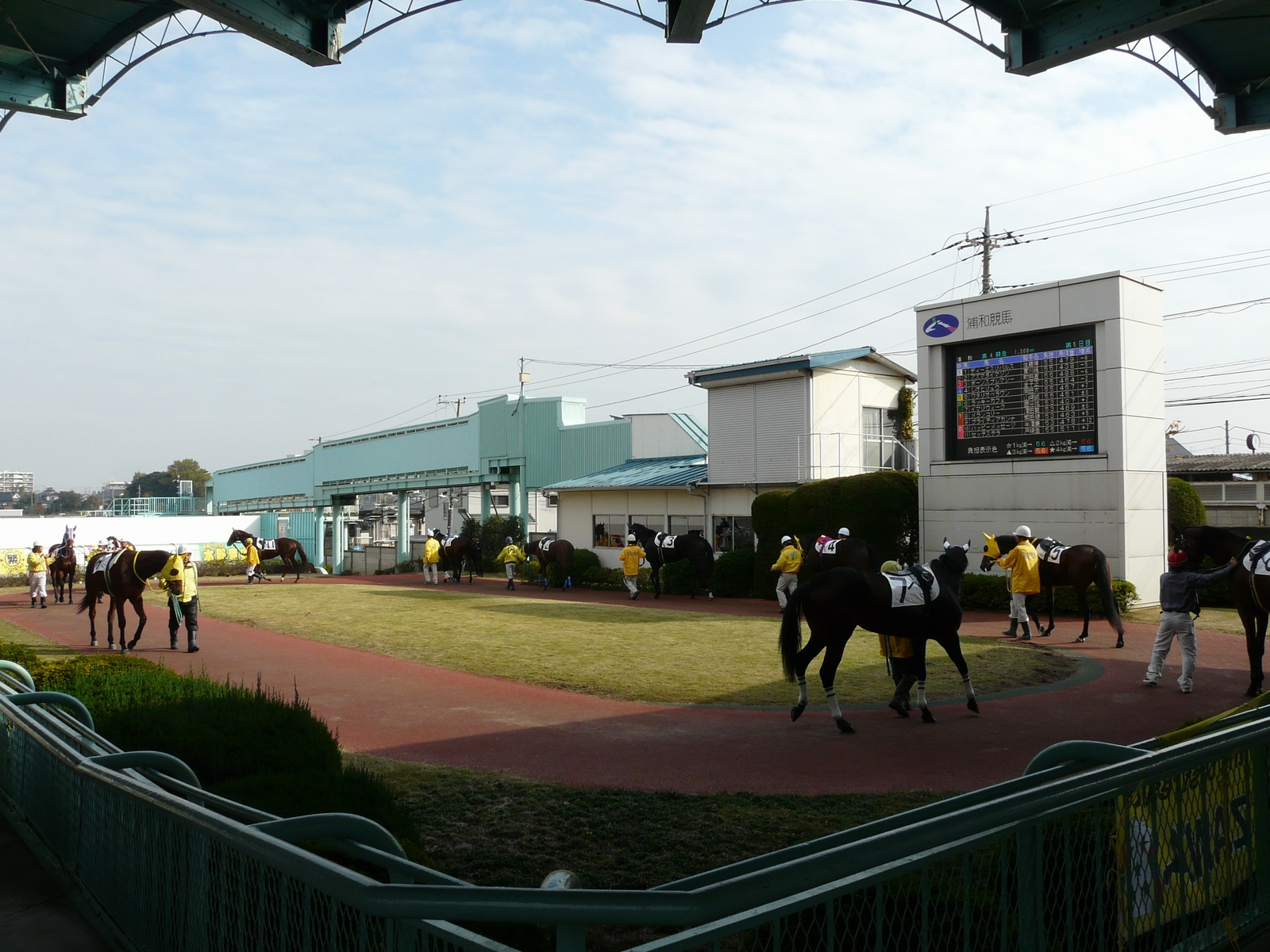
パドック

### 売店
場内の名物グルメとしては揚げ物の種類が多く、アジフライ、天ぷら付きおにぎり、チキンカツ、キュウリ（塩漬けのキュウリを1本そのまま割り箸に突き刺したもの）や黄色いカレーライス、コロッケなどは競馬関係の読物やインターネット、ときにはグルメ本やグルメサイドでも紹介される。またマグロカツ（おもに春〜秋に販売される）も人気が高く、来場者が多いとき、とくに浦和競馬開催日には早々と売り切れることがある。
場内には母子福祉売店が設置されており、売り上げの一部が母子家庭など厳しい環境におかれた児童・幼児やその保護者の生活の扶助改善に役立てられている。なお、同様の趣旨の店舗は同じ県内の川口オートレース場にも存在する。
2011年6月より、3号スタンドのレストランがへぎそば店にリニューアルされた。場外発売日も営業（ただし、土日など3号スタンド3階が閉鎖される日は休業）。

### コース内部（公園）
コース内を通過する一般道（歩行のみ）が2本通っており、競馬非開催日および場外発売日にはコースを横断して通り抜けることができる。
内馬場は浦和記念公園として整備されており、競馬開催日以外は内馬場に立ち入ることが可能である。競馬非開催日および場外発売日の利用可能時間内は一般開放される。利用可能な開門時間は次のとおり。
- 5月1日 - 9月15日…5時 - 19時
- 9月16日 - 4月30日…6時 - 19時
- 競馬開催前5日間（例：4月26日開催初日の場合は4月21日 - 25日）…9時30分 - 19時
- 能力試験開催日…9時30分 - 19時
- 浦和競馬開催期間中…終日閉鎖
- その他、ダートコースや公園の利用状況によって開門時間の長短、閉鎖する場合がある（頻度は少ないが、本場、他場で重賞出走予定がある場合、トレセンではなく浦和競馬場で調教を行う事がある）。

内馬場内に大型モニターが設置されており、場外発売日も稼働しているが立ち入りが制限されていない。そのため競馬場来場者が大型モニターで馬券の検討をしたり、レースを観戦している前で子供たちや犬が遊んでいたり、ランニングしている人が横切ったりするといったのんびりとした光景がみられる。
災害など緊急時のためのヘリポートがある。これは競馬場内の設備としては全国初のものであった。水害対策のため、中央部には浦和競馬場調節池も設置されている。
後述の通り、2023年度より通年で薄暮開催を行うが、照明は馬場の外側に設置の余地が無いため内側に集中して設置される。また照明設備工事期間中（2022年6月から2023年1月）は、公園施設の利用できる範囲を制限していた。

## 薄暮開催
住宅密集地にあり、光害・虫害の原因になる照明設備を備えなかった浦和競馬場では、代わりに薄暮競走が導入され、2005年度から実施されている（開始当初は3 - 6日間開催、2007年度より4月下旬から20日間前後の開催となる）。通常は第1競走を10時過ぎ、最終競走を16時過ぎに設定しているところを、2017年度より最終競走の発走時刻を17時10分に、2018年度からは第1競走の発走時刻も11時10分（1日に12レース実施される場合。11レース以下の場合は繰り下げ）に統一していたが、2021年度は5・7月開催を通常より1時間程、8月開催を30分程遅らせる。このため、特に夏至近くの節（5 - 7月）は第1競走を12時台のランチタイム、最終は18時台、8月も日没が早まるものの最終が17時台後半に設定されるケースもあった。
- 2008年は4月から8月まで（5開催21日間）開催。
- 2009年は4月27日から8月7日まで（4開催18日間）開催。
- 2010年は4月26日から8月5日まで（5開催21日間）開催。
- 2011年は5月30日から9月9日まで開催（当初は4月24日から9月9日の5開催19日を予定していたが、東日本大震災による節電・省エネの対策の一環として4月の薄暮開催を見合わせていたため、4開催14日間に縮小された）
- 2012年は4月23日から9月14日まで（5開催19日間）開催。
- 2014年から3月開催でも実施されている。また8月1日は当初の薄暮開催から日中開催とし、大井競馬場とのリレー開催「南関東スペシャルデー」を実施する[16]。
- 2018年は4年振りに大井競馬場とのリレー開催を行う（6・8・9・12月、4開催7日間。6・12月は昼間開催、8・9月は薄暮開催で実施）。2018年以降「浦和×大井○○リレー」の名称が付く。
- 2023年度からは通年で薄暮開催を実施し、最終競走の発走は原則として18時20分頃に設定する[17]。周辺の自治会の了承を経て、照明設備の設置工事を実施、2023年1月下旬に模擬レースを行い[18]、2023年3月20日に照明設備を使った薄暮競走が開始された。
- 2024年も通年で薄暮開催を実施し、最終競走の発走は原則18時20分に設定する。但し、夏季開催（7月から9月）は気温の上昇に伴う人馬の暑熱（熱中症）対策の一環として、発走時刻を1時間ほど繰り下げて、第1競走は13時10分（7月）、13時30分（8・9月）、最終競走は19時20分（7月）、19時30分（8・9月）に実施する[19][20]。
- 2025年も通年で薄暮開催を前年と同様に実施。但し、夏季開催時の発走時刻繰り下げを6月も行う、第1競走は13時10分（7・8月）、13時30分（6・9月）、最終競走は19時20分（7・8月）、19時30分（6・9月）に実施する[21]。

## 場外発売所
2017年現在は自場所属の場外馬券売場を管理保有していないが、全国の一部専用場外発売所で相互場外発売には加わっている。

## 南関東競馬場外発売日
ナイター競走の場外発売は他場に先駆けて行われており、とくに大井競馬場開催では年間を通じて浦和競馬場開催時に匹敵するか、それを上回る来場者がある。
なお、公式サイト記載の月間スケジュールでは、主に月曜日と金曜日、後述の中央競馬場外発売のない土曜日が「非営業日」とされ、南関東場外発売は原則火曜日・水曜日・木曜日となっている。
場外発売日は曜日によってスタンドの利用箇所が制限される。また一部売店は休業する。

場外発売日には、従来の駐車場のほかにスタンド前、北門駐車場や内馬場内南側（ゴール寄り）の一部区画も一般駐車場として使用されるため、駐車場の収容能力や利便性が大幅に上がる。
なお、内馬場内駐車場は原則として大井競馬・川崎競馬のナイター場外のみ利用可能であり、昼間開催（船橋競馬の通年、大井競馬・川崎競馬の冬季昼間開催時）は利用できない（ただし、多くの来客が見込める重賞レース日や祝日の場合は利用出来る場合がある）。
また、雨天日や雨上がりなどで水たまりができる場合、閉鎖されることが多い。
土日開催日は一部の駐車場は閉鎖される。

## ウインズ浦和
2012年2月19日より、日本中央競馬会からの委託によりJRAの勝馬投票券の発売が開始されている。発売所名称はウインズ浦和（浦和競馬場内）。
発売日は日曜日、祝日、GI競走施行週の土曜日ならびに中山金杯・京都金杯開催日およびホープフルステークス開催日となる。2024年より、4月から6月および11月・12月に限り毎週土曜日も営業する。
発売エリアは次のとおり。
- 2号スタンド1階〜2階（ただし、GIレベルの大きいレースがない場合、2号スタンド内の自動投票券発売機および窓口が閉鎖される場合がある。スタンド利用は可能）
- 3号スタンド1階〜4階

以前は中央競馬と南関東競馬の場外発売（土曜日、日曜日のナイター開催）を併売していたが、現在は南関東競馬の場外発売が火曜日から木曜日となっているため、原則として併売は行われておらず中央競馬のみの発売となっている。
指定席は、正門指定席券売場にて、原則として開門時刻の20分前から先着順に発売する。
駐車場・・・有料（1,000円）。第1・第2駐車場が利用できる。

### J-PLACEとしての扱い
後に、地方競馬共同トータリゼータシステムを利用し地方競馬施設でJRA主催競走を場外発売する「J-PLACE」が他の競馬場で行われるようになったが、浦和競馬場でのJRAの馬券発売は、引き続きJRAのコンピュータシステムにて行われている。
別の「J-PLACE」で発売された馬券について、浦和競馬場で払戻を受けることは可能である（WINS浦和として運用する日曜日を含む、浦和競馬本場開催日、並びに原則として南関東の他の競馬場の場外発売実施日のみ）。ただし所定の払戻機を利用する必要がある。

## レコードタイム
サラブレッド系平地競走のみ記載。
出典：コースレコード（データルーム） - 埼玉県浦和競馬組合
| 距離  | タイム | 競走馬             | 性齢 | 斤量 | 騎手     | 記録年月日     |
| ----- | ------ | ------------------ | ---- | ---- | -------- | -------------- |
| 800m  | 45.5   | トッキーホレット   | 牝4  | 51kg | 中山遥人 | 2025年6月25日  |
| 1300m | 1:20.6 | グランプリクン     | 牡3  | 54kg | 石崎隆之 | 1996年10月15日 |
| 1400m | 1:23.2 | シャマル           | 牡7  | 57kg | 川須栄彦 | 2025年6月25日  |
| 1500m | 1:31.9 | ラブリービュー     | 牡5  | 57Kg | 本田正重 | 2025年6月26日  |
| 1600m | 1:37.9 | インテリパワー     | 牡7  | 57Kg | 張田京   | 1999年4月20日  |
| 1900m | 1:57.0 | タイコウレジェンド | 牡5  | 54kg | 的場文男 | 2001年5月3日   |
| 2000m | 2:04.1 | キョウトシチー     | 牡7  | 55kg | 松永幹夫 | 1997年12月3日  |

## 発売する馬券の種類
○…発売 ×…発売なし
|          | 単勝 | 複勝 | 枠番連複 | 枠番連単 | 普通馬複 | 馬番連単 | ワイド | 3連複 | 3連単 |
| -------- | ---- | ---- | -------- | -------- | -------- | -------- | ------ | ----- | ----- |
| 浦和競馬 | ○    | ○    | ○        | ○        | ○        | ○        | ○      | ○     | ○     |
| ウインズ | ○    | ○    | ○        | ×        | ○        | ○        | ○      | ○     | ○     |

## 主な競走

### ダートグレード競走
- さきたま杯（JpnI - 2024年よりJpnIIから昇格）
- 浦和記念（JpnII - 1997年から2001年までは一時期南関東G1として扱われていたが、2002年に賞金が減額されたため南関東G2に降格。2007年以降はJpnIIに再区分され、長らく浦和常設開催の交流重賞の中では最も格の高いレースだった）
- テレ玉杯オーバルスプリント（JpnIII）
- 2019年にはジャパンブリーディングファームズカップ（JBC）が開催された。

### 重賞競走
- 桜花賞（SI） - 南関東牝馬3冠クラシックの第1弾、GRANDAME-JAPAN（3歳シーズン）対象競走。
- ゴールドカップ（SI） - 2008年度に7年ぶりに再開。2016年まではSIII、2017年よりSIIに、2021年よりSIに昇格。
- ユングフラウ賞（SII） - 2008年度に新設された重賞。従来は準重賞であった。桜花賞トライアル。
- ニューイヤーカップ（SIII）
- 埼玉新聞栄冠賞（SIII） - 2007年度まで「埼玉新聞杯」、2011年度まで「埼玉栄冠賞」として施行。
- しらさぎ賞（SIII）
- プラチナカップ（SIII） - 2017年までは準重賞、2018年よりSIIIに昇格された[23]。
- ルーキーズサマーカップ（SIII[24]） - 2023年より重賞に昇格。
- ネクストスター東日本（SIII） - 2024年より川崎・船橋との持ち回りで施行。

### 準重賞競走
- まがたま賞（（A2以下）ゴールドカップトライアル）
- ティアラカップ（（A2以下牝馬限定）しらさぎ賞トライアル）
- トワイライトカップ（2023年まではアフター5スター賞トライアル及びA2以下戦だった）
- 武蔵国オープン
- アヴニール賞（3歳）

### 騎手招待競走
- ヤングジョッキーズシリーズ（2017年 - 、トライアルラウンドを開催）

### JRA2歳認定競走
2011年度までは新馬戦・未勝利戦のJRA認定競走が実施されていた。ただし認定競走の指定が外れる2012年からも未勝利戦は「選抜戦」として残り1着賞金も維持されている。
- JRA認定2歳新馬（認定初出走：1着2,000,000円）
- JRA認定2歳選抜馬（認定未勝利：1着1,500,000円）

2012年以降は新馬戦・未勝利戦のJRA認定競走はなくなったが、代わりに「（誕生系の名称）特別」という認定競走が実施されている。1着賞金は250万円。

## 所属する人物
地方競馬としては南関東のブロックに属しているが、開設当初は現在廃止となっている北関東の宇都宮競馬場・足利競馬場・高崎競馬場・古河競馬場などとも人馬の交流が行われていた。昭和20年代には調教師や馬丁（現在でいう厩務員）が馬を曳き、徒歩で北関東の各競馬場まで遠征していた。
人材についても、浦和の厩舎関係者については、高崎競馬場の名調教師であった塩野七郎の一門の系譜を汲む人物が多く存在する。ちなみに、南関東では大井の的場文男なども塩野の孫弟子にあたり、中央競馬に転じた内田博幸も塩野の曾孫弟子である。
宇都宮競馬場廃止後、事実上のフリー騎手となっていた内田利雄が2012年4月12日より小嶋一郎厩舎の所属となった（現在は藤原智行厩舎に所属）。
元名古屋競馬所属の吉本隆記が厩務員を経て、2012年6月1日付で騎手免許再取得をした。

## 所属競走馬
中央地方指定交流競走（現在のダートグレード競走）のスタート以来、浦和競馬場の交流重賞では地元馬の勝利が長らくなかったが、2018年のテレ玉杯オーバルスプリントで地元のノブワイルドが優勝した。同馬の馬主は前田亘輝である。他の競馬場においては1998年にエフテーサッチが船橋競馬場のマリーンカップに、2014年にジャジャウマナラシが園田競馬場の兵庫ジュニアグランプリに、2017年に元JRAのブルドッグボスが盛岡競馬場のクラスターカップに勝っている。なお、一時期南関東の重賞競走を勝てる馬もなかなか出ないことがあったが、近年は2012年から2024年まで13年連続で南関東リーディングトレーナーとなっている小久保智厩舎から、多くの重賞勝ち馬が出ている。

## 野田トレーニングセンター
調教などを行う厩舎は、1969年まで浦和競馬場とその周辺にあったが、周辺が宅地化し、臭気などの苦情から1974年に浦和市上野田（現：さいたま市緑区上野田）の野田トレーニングセンター（北緯35度54分41.9秒 東経139度41分44.9秒 / 北緯35.911639度 東経139.695806度）に集約移転された。
このトレーニングセンターは、1967年の埼玉国体（清新国体）の馬術競技のため「野田馬術競技場」として造成され、国民体育大会終了後は浦和競馬のトレーニングセンターとして使用することを想定して、2倍以上に敷地が拡張整備された。当初はその後に競馬場自体も騒音問題から厩舎と共に移転し、跡地に県営球場などの移転先とする構想もあったが、実現には至らなかった。なお、トレーニングセンターが先に移転し、後から競馬場自体も移転することになった事例には名古屋競馬場がある（厩舎は1977年、競馬場は2022年に移転）。競馬場周辺のかつての厩舎跡地は住宅地や競馬場の駐車場などに転用されている。競走馬は馬運車で浦和競馬場まで運ばれる。
コースは厩舎棟区画の北側にあり、1周1050メートル。土地形状の都合から極めてコーナーのきついコースで、コーナーでは馬を全力で走らせることが難しく、このことが浦和所属馬の強化の妨げになっていると言われる。また移転後の1980年、近隣に東北自動車道が開通し、渋滞発生が多発する浦和本線料金所からも近くなったことで、センター周辺の大気条件が設置当初と比較して悪化し、競走馬への影響を心配する声もある。

## 場内放送
周辺住民の要望もあり、屋外の場内放送はやや小さめの音量で行われている。 
着順確定のときにファンファーレが鳴る（場外発売をしている競馬場などの一部にも流れている）。浦和競馬に慣れていない馬は、これを聞いてイレ込んでしまうこともある。
後述の『ホットステージウラワケイバ』はパドック周回時に場内放送でも流されていた。
2011年第1回開催より、場内放送（ITV）のマスターが一新され、「場内テレビ（ITV）のHD化」となった。これに伴い、パドックや馬場入場の際に「浦和○R」という表示が画面の左上に、馬体重表などもHDに対応するようになった（オッズ･払戻画面は4:3のまま・SPAT4のCM・レースコースCGは両横に帯がついている）。対応当初は、インターネット配信サイト、場外向けにはこれまで通り4:3での配信となっていた（2012年6月よりSPAT4、2014年4月より全てのインターネット配信サイトで16:9配信に変更された）。
2012年10月29日からの船橋競馬場外発売より、場内放送のオッズの画面が一新されて、各掛式ごとの人気順・高配当順、無投票の組番などの情報も取り入れられている。レース実況時以外は画面左に各種オッズ、右側に場内映像という「逆コの字型」画面になっている。11月4日からの川崎開催では、川崎競馬場内も浦和同様のオッズ画面となった。

## 広報活動
- テレビ埼玉の公営競技情報番組『BACHプラザ』で重賞競走のレース展望及び映像や開催当日の結果を放送している、以前は当日に行われたレースのダイジェストや翌日開催のレース展望が放送されていたが、都合により2008年〜2010年度は番組のスポンサー提供とレース情報の案内を休止していた。2011年度よりスポンサーに復帰。
- 2010年3月31日より今までの南関東4競馬場ホームページとは別に、浦和競馬場独自のホームページを開設した。
- CityFMさいたまにおいて広報番組『ウラワケイバ天国』（2011年4月開始）・『ホットステージウラワケイバ』が放送されている。

## 経営状況
かつて低迷期の2001年度には25億円の累積赤字で、埼玉県議会から廃止議論が起きたこともあるが、経費削減や開催日程の削減などの経営努力もあり、2009年度決算において累積赤字を解消した。
2011年度に、埼玉県とさいたま市に1億5000万円の配当再開を実施したのを皮切りに、2021年度は19億5000万円と20億円目前となった。

## 開催実績
近年の開催実績は以下のとおりである。
| 年度                | 日数 | 増減 | 入場人員 | 入場人員 | 入場人員 | 入場人員 | 総売得金       | 総売得金 | 総売得金      | 総売得金 | 備考                               |
| 年度                | 日数 | 増減 | 入場人員 | 前年比   | 1日平均  | 前年比   | 総売得金       | 前年比   | 1日平均       | 前年比   | 備考                               |
| ------------------- | ---- | ---- | -------- | -------- | -------- | -------- | -------------- | -------- | ------------- | -------- | ---------------------------------- |
| 1982年 （昭和57年） |      |      |          |          | 10,828   |          |                |          | 457,233,500   |          |                                    |
| 1983年 （昭和58年） | 71   |      | 676,090  |          | 9,522    | 87.9%    | 28,974,195,600 |          | 408,087,300   | 89.3%    |                                    |
| 1991年 （平成03年） |      |      |          |          |          |          | 38,353,676,200 |          |               |          |                                    |
| 2005年 （平成17年） | 49   | 1    | 257,077  | 91.7%    | 5,246    | 89.8%    | 28,731,698,700 | 115.1%   | 586,361,200   | 112.8%   |                                    |
| 2006年 （平成18年） | 49   | 0    | 236,425  | 92.0%    | 4,825    | 92.0%    | 30,046,781,900 | 104.6%   | 625,974,620   | 104.6%   |                                    |
| 2007年 （平成19年） | 49   | 0    | 216,067  | 91.4%    | 4,410    | 91.4%    | 31,562,768,800 | 105.0%   | 644,138,140   | 105.0%   |                                    |
| 2008年 （平成20年） | 50   | 1    | 228,874  | 105.9%   | 4,577    | 103.8%   | 34,182,755,000 | 108.3%   | 683,655,100   | 106.1%   |                                    |
| 2009年 （平成21年） | 49   | −1   | 219,627  | 96.0%    | 4,482    | 97.9%    | 32,651,911,400 | 95.5%    | 666,365,540   | 97.5%    |                                    |
| 2010年 （平成22年） | 44   | −5   | 179,581  | 81.8%    | 4,081    | 91.1%    | 27,235,853,000 | 83.4%    | 618,996,660   | 92.9%    |                                    |
| 2011年 （平成23年） | 49   | 5    | 195,013  | 108.6%   | 3,980    | 97.5%    | 29,712,086,300 | 109.1%   | 606,369,110   | 98.0%    |                                    |
| 2012年 （平成24年） | 48   | −1   | 178,275  | 91.4%    | 3,714    | 93.3%    | 28,277,324,400 | 95.2%    | 589,110,930   | 97.2%    |                                    |
| 2013年 （平成25年） | 48   | 0    | 176,795  | 99.2%    | 3,683    | 99.2%    | 29,498,835,600 | 104.3%   | 614,559,080   | 104.3%   |                                    |
| 2014年 （平成26年） | 49   | 1    | 180,281  | 102.0%   | 3,679    | 99.9%    | 33,089,956,620 | 112.2%   | 675,305,240   | 109.9%   |                                    |
| 2015年 （平成27年） | 49   | 0    | 183,648  | 101.9%   | 3,748    | 101.9%   | 35,821,452,890 | 108.3%   | 731,050,060   | 108.3%   |                                    |
| 2016年 （平成28年） | 50   | 1    | 179,637  | 97.8%    | 3,593    | 95.9%    | 38,975,331,710 | 108.8%   | 779,506,630   | 106.6%   |                                    |
| 2017年 （平成29年） | 49   | −1   | 168,524  | 93.8%    | 3,439    | 95.7%    | 41,081,595,810 | 105.4%   | 838,400,000   | 107.6%   |                                    |
| 2018年 （平成30年） | 55   | 6    | 183,375  | 108.8%   | 3,334    | 96.9%    | 46,471,313,640 | 113.1%   | 844,932,980   | 100.8%   |                                    |
| 2019年 （令和元年） | 55   | 0    | 193,734  | 105.6%   | 3,522    | 105.6%   | 56,081,562,300 | 120.7%   | 1,019,664,770 | 120.7%   | JBC開催年度                        |
| 2020年 （令和02年） | 56   | 1    | 6,940    | 3.6%     | 124      | 3.5%     | 62,623,938,190 | 111.7%   | 1,118,284,610 | 109.7%   | 新型コロナウイルスによる無観客開催 |
| 2021年 （令和03年） | 57   | 1    | 50,688   | 730.4%   | 889      | 717.6%   | 66,217,490,520 | 105.7%   | 1,161,710,360 | 103.9%   | 新型コロナウイルスによる入場制限   |
| 2022年 （令和04年） | 58   | 1    | 117,390  | 231.6%   | 2,024    | 227.6%   | 66,379,223,190 | 100.2%   | 1,144,469,370 | 98.5%    | 入場制限解除、走路照明設置         |
| 2023年 （令和05年） | 59   | 1    | 139,370  | 118.7%   | 2,362    | 116.7%   | 70,762,855,820 | 106.6%   | 1,199,370,440 | 104.8%   | 通年での薄暮開催開始               |
| 2024年 （令和06年） | 55   | −4   | 150,000  | 107.6%   | 2,727    | 115.5%   | 68,216,498,590 | 96.4%    | 1,240,299,970 | 103.4%   |                                    |

地方競馬では金沢競馬場に次いで入場人員が多く、佐賀競馬場に次いで売得金額が高い競馬場である。売得金額は2016年度まで300億円程度で推移していたが、2016年度売得金額は過去最高額の389億7533万1710円を記録。それまでの最高額だった1991年度の383億5367万6200円を上回り、25年ぶりに過去最高額を更新した。
2024年3月29日に2023年度の全日程が終了すると総売得金は707億6285万5820円に達し、2022年度の663億7922万3190円と比べ、106・6パーセントをマークし、8年連続で最高額を更新した。一日平均も11億9937万438円で、対昨年比104・8パーセント。過去最高であった令和3年度の11億6171万360円を上回り、こちらも記録更新となった。

## 周辺環境
開設当初は田畑の中の競馬場であったが、現在は住宅密集地の真っ只中という立地条件になっており、メインスタンドからフェンス越しに民家が見える。とくに向正面（バックストレッチ）のフェンスと民家敷地の間には歩行者と自転車が通れる程度のかなり細い未舗装砂利道（北寄り一部区間は側溝蓋コンクリートブロックが敷かれている。この区間は自転車同士はもちろん、歩行者同士でもどうにかすれ違えるほどの幅しかない）があるだけで、フェンスと民家の敷地とは10メートルも離れていない家が多くある。

## 不祥事

### 暴動事件
1968年7月30日、浦和競馬場第8競走の着順確定後に、一部の客が払戻金が少なく八百長ではないかと騒ぎ始めて暴動が発生した。投票所や払戻所が襲われて投石や放火の被害を受け、売上金の約1700万円（400万円とも）が強奪され、逮捕者も出た。この事件は「浦和競馬暴動」や「浦和騒動」と呼ばれる。

### 新型コロナウイルス感染症対策期間中に実施した宴会での傷害事件
2021年12月11日、新型コロナウイルス感染症拡大の最中、主催者から忘年会開催の自粛要請が出ていたにもかかわらず、一部厩舎関係者がさいたま市内のスナックにおいて宴会を開催した。同日22時頃に出席者1名が上半身裸になって手指消毒用のアルコールジェルを身体に塗ったところ、別の出席者の男性厩務員がふざけてライターの火を近づけたことで引火し、出席者は火傷を負って救急搬送された。火をつけた厩務員は殺人未遂容疑で逮捕され、12日に送検、その後不起訴となった。
埼玉県浦和競馬組合は、2022年2月21日付で「競馬の信用を失墜する行為」に当たるものとして、宴席の参加者12名に対し、それぞれの事件への関与の程度及び職種に応じて処分を行った（参加13名のうち1名は2022年1月31日付で退職している）。調教師・調教師補佐・騎手の処分者は以下の通り。

| 氏名     | 職分       | 処分              |
| -------- | ---------- | ----------------- |
| 野口寛仁 | 調教師     | 戒告・賞典停止4日 |
| 名古屋強 | 調教師補佐 | 戒告・賞典停止2日 |
| 赤津和希 | 騎手       | 騎乗停止4日       |
| 見越彬央 | 騎手       | 戒告              |

また、厩務員1名は戒告・賞典停止10日、他の厩務員7名は戒告処分を受けている。

## その他
- 2008年12月23日の第1競走で、3頭立ての競走が行われた[38][39]。これは本来6頭立てで行われる予定だったが、3頭が出走を取り消したことによるものである。出馬投票の時点で5頭以上が出走登録をしたため、レースが成立した。
- マスコットキャラクターは、2019年のJBC開催に伴い制作された「ウラワール」。それ以前は競馬場としてのキャラクターは存在せず、代わりに埼玉県庁のマスコットコバトン（パカパカコバトン）を使用していた。
- 浦和競馬場の正門前駐車場では、過去にプロレスの興行が行われたこともある。特にプロレスリング・ノアの創設者である三沢光晴が1981年8月21日の全日本プロレスの興行でデビュー戦を行った会場として知られている[40]。

## アクセス
- 南浦和駅東口から競馬場正門（浦和競馬場バス停）まで路線バス（国際興業）で約5分、徒歩だと15分。
  - 競馬開催日および場外発売日には、南浦和駅近くの浦和競馬ファンバスのりばより無料送迎バス運行
- 浦和駅から競馬場北門まで徒歩15分。

## 放送体制
スカパー!の南関東地方競馬チャンネル（Ch.120、Ch.678）では全レースを放送している（Ch.120は標準画質からHD放送への移行にともない、2014年5月31日にて放送終了。詳細は南関東地方競馬中継を参照）。
2012年4月からはダートグレード競走を、同年10月からは重賞競走をグリーンチャンネルで放送している（詳細はグリーンチャンネル地方競馬中継を参照）。
2017年4月26日からテレビ埼玉の第2チャンネル（032ch）にて『ファンタスティックダート浦和競馬中継』の番組タイトルでメインレースを中心とした2時間枠で放送している（南関東地方競馬中継のサイマル放送）。2017年度は重賞開催日の水曜を中心に13回放送し、2018年度より開催全日程で中継を行うことになった。
なお、2023年に新設されたルーキーズサマーカップは、エフエムナックファイブが冠協賛していることから、同局でも生中継を行っており、また、2024年よりJpnIに昇格したさきたま杯も生中継を行っている。